# محمد مؤذن أوغلي
محمد مؤذن أوغلي (بالتركية: Mehmet Müezzinoğlu)‏ (9 يناير 1955 - ) طبيب وسياسي تركي، شغل منصب وزير العمل والأمن الاجتماعي بين عامي 2016 و2017، ومنصب وزير الصحة بين عامي 2013 و2016.

## نشاطه السياسي
التحق محمد مؤذن أوغلي بحزب الرفاه سن 1992، ثم حزب العدالة والتنمية، وبين 2002 و2007 شغل منصب رئيس حزب العدالة والتنمية في مقاطعة إسطنبول.
انتخب عضوًا في البرلمان عن محافظة إسطنبول في الانتخابات العامة عام 2007. ثم أُعيد انتخابه في البرلمان في انتخابات 2011، عن دائرة أدرنة. وفي 24 يناير 2013, أصبح وزيرًا للصحة في حكومة رجب طيب أردوغان بدلًا من رجب اكداغ، واحتفظ بمنصبه في حكومات أحمد داود أوغلو الثلاث، وفي 24 مايو 2016 تم حل مجلس الوزراء، وفي 31 أغسطس 2016 أصبح وزيرًا للعمل والضمان الاجتماعي في حكومة بن علي يلدرم بدلًا سليمان صويلو. وخلال التعديل الوزاري في 19 يوليو 2017 خرج من منصبه.